# Kwak Sun-young
Kwak Sun-young (en hangul, 곽선영; RR: Gwag Seon-yeong; nacida el 11 de mayo de 1983) es una actriz de televisión, teatro y musicales surcoreana.

## Biografía
Estudió diseño en la Universidad Dongguk.

## Carrera
Es miembro de la agencia Blossom Entertainment (블러썸 엔터테인먼트). Previamente formó parte de la agencia INSIGHT Entertainment.
En julio de 2018 se unió al elenco de la serie Your Honor donde interpretó a Song Ji-yeon, la hermana mayor de Song So-eun (Lee Yoo-young).
En noviembre del mismo año se unió al elenco de la serie Encuentro, donde dio vida a Jang Mi-jin, la asistente administrativa y amiga de Cha Soo-hyun (Song Hye-kyo).
En 2019 se unió al elenco principal de la serie VIP donde interpretó a Song Mi-na, una madre trabajadora de dos hijos pequeños que a pesar de haber trabajado durante seis años en la empresa ha perdido varias promociones debido a su maternidad.
El 2 de abril de 2020 se unió al elenco recurrente de la serie Pasillos de hospital, donde dio vida a Lee Ik-soon, una soldado y la hermana menor del doctor Lee Ik-joon (Jo Jung-suk), hasta el final de la serie el 16 de septiembre de 2021.
En junio de 2021 se anunció que estaba en pláticas para unirse al elenco de la serie Moving.
En octubre del mismo año se anunció que estaba en pláticas para unirse al elenco principal del remake de la serie francesa Call My Agent!.

## Filmografía

### Series de televisión
| Año     | Título                 | Personaje            | Canal         | Notas                     | Ref.          |
| ------- | ---------------------- | -------------------- | ------------- | ------------------------- | ------------- |
| 2018    | Your Honor             | Song Ji-yeon         | SBS           | 32 episodios              |               |
| 2018-19 | Encuentro              | Jang Mi-jin          | tvN           | 16 episodios              |               |
| 2019    | My Country             | Madre de Han Hee-jae | JTBC          | Invitada                  |               |
| 2019    | VIP                    | Song Mi-na           | SBS           | 16 episodios              | [ 13 ]        |
| 2020    | Pasillos de hospital   | Lee Ik-soon          | tvN, Netflix  | 8 episodios               |               |
| 2020    | Mystic Pop-up Bar      | Eun-soo / Sun-hwa    | JTBC, Netflix | Aparición especial, ep. 2 |               |
| 2021    | Pasillos de hospital 2 | Lee Ik-soon          | tvN, Netflix  |                           | [ 14 ]        |
| 2021    | Inspector Koo          | Na Je-hee            | JTBC, Netflix |                           | [ 15 ] [ 16 ] |
| 2021    | Ordinary Goods         | Kim Jae-hwa          |               | Drama Special             |               |
| 2022    | Call My Agent!         | Chun Jae-in          | tvN           |                           | [ 17 ]        |
| 2023    | Brain Cooperation      | Seol So-jung         | KBS2          | 16 episodios              | [ 18 ] [ 19 ] |
| 2023    | Moving                 | Hwang Ji-hee         | JTBC          |                           | [ 20 ] [ 21 ] |
| 2024    | Crash                  | Min So-hee           | ENA           |                           | [ 22 ] [ 23 ] |
| 2025    | Manual para residentes | Lee Ik-sun           | tvN           | Aparición especial        | [ 24 ]        |

### Películas
| Año  | Título            | Personaje | Notas                                                                         |
| ---- | ----------------- | --------- | ----------------------------------------------------------------------------- |
| 2014 | My Brilliant Life | -         | Junto a Song Hye-kyo, Gang Dong-won, Jo Sung-mok, Baek Il-seob y Heo Jun-seok |

### Teatro
| Año  | Título           | Personaje | Notas                                                          |
| ---- | ---------------- | --------- | -------------------------------------------------------------- |
| 2015 | 두근두근 내 인생 | -         |                                                                |
| 2020 | Lungs (렁스)     | -         | Junto a Kim Dong-wan, Lee Dong-ha, Sung Doo-seop y Lee Jin-hee |

### Musicales
| Año         | Título                                 | Personaje | Notas                                                                                        |
| ----------- | -------------------------------------- | --------- | -------------------------------------------------------------------------------------------- |
| 2017 - 2016 | 줄리 앤 폴                             | -         |                                                                                              |
| 2017        | 나와 나타샤와 흰 당나귀                | -         |                                                                                              |
| 2015 - 2017 | 사의찬미                               | -         |                                                                                              |
| 2015        | Gloomy사의찬미Day                      | -         | Junto a Jung Moon-sung, Jung Dong-hwa, Kim Kyung-soo, Ju Min-jin, Yoo Jin-ahn y Choi Soo-jin |
| 2014        | 러브레터                               | -         |                                                                                              |
| 2014        | 글루미데이 콘서트                      | -         |                                                                                              |
| 2014        | 살리에르                               | -         |                                                                                              |
| 2014        | 풀 하우스                              | -         |                                                                                              |
| 2013 - 2014 | 글루미 데이                            | -         |                                                                                              |
| 2009 - 2013 | 빨래                                   | -         |                                                                                              |
| 2008 - 2013 | Finding Mr. Destiny (김종욱 찾기)      | -         |                                                                                              |
| 2012        | 모차르트 오페라 락                     | -         |                                                                                              |
| 2011        | 쉬 러브즈 미                           | -         |                                                                                              |
| 2010 - 2011 | 궁                                     | -         |                                                                                              |
| 2010        | 싱글즈                                 | -         |                                                                                              |
| 2007 - 2009 | Notre Dame de Paris (노트르담 드 파리) | -         |                                                                                              |
| 2008        | 폴라로이드                             | -         |                                                                                              |
| 2007 - 2008 | 위대한 캣츠비                          | -         |                                                                                              |
| 2006        | 달고나                                 | -         |                                                                                              |

### Otras obras
| Año  | Título                     | Personaje | Notas  |
| ---- | -------------------------- | --------- | ------ |
| 2014 | 정의욱, 정철호의 고고고 쇼 | -         | [ 27 ] |
| 2015 | 빨래하는 밤                | -         |        |

### Aparición en videos musicales
| Año  | Intérpretes           | Canción                          | Notas |
| ---- | --------------------- | -------------------------------- | ----- |
| 2016 | SG WANNABE (SG워너비) | "I'm Missing You" (아임 미싱 유) |       |

### Revistas / sesiones fotográficas
| Año  | Título          | Notas                      |
| ---- | --------------- | -------------------------- |
| 2020 | Harper Bazaar's | (publicación de diciembre) |

### Anuncios
| Año  | Título                                     | Notas  |
| ---- | ------------------------------------------ | ------ |
| 2018 | KT로밍                                     | [ 29 ] |
| 2018 | CJ제일제당 (CJ Cheiljedang) - 해찬들요리장 | [ 30 ] |
| 2018 | 박카스                                     | [ 31 ] |
| -    | CJ해찬들                                   |        |
| -    | 아시아나                                   |        |
| -    | 삼성생명                                   |        |
| -    | 삼성 지펠 아삭                             |        |
| -    | 맥심 브랜드 광고                           |        |
| -    | 본죽                                       |        |
| -    | 삼성 플렉스 워시                           |        |
| -    | 현대해상                                   |        |
| -    | 현대모비스                                 |        |
| -    | 유니클로                                   |        |
| -    | 네스카페                                   |        |

## Premios y nominaciones
| Año  | Premios              | Categoría                               | Trabajo          | Resultado |
| ---- | -------------------- | --------------------------------------- | ---------------- | --------- |
| 2019 | 2019 SBS Drama Award | Best New Actress                        | VIP              | Nominada  |
| 2021 | KBS Drama Award      | Best Actress in Drama Special/TV Cinema | "Ordinary Goods" | Nominada  |